# Centre aquatique olympique de Rio
Pour les articles homonymes, voir Centre aquatique olympique.
Le centre aquatique olympique (en portugais : Estádio Aquático Olímpico) est un centre aquatique situé dans l'enceinte du complexe sportif de la cité des sports du quartier de la Barra da Tijuca, à Rio de Janeiro, au Brésil.
Il accueille les épreuves de natation, de natation synchronisée et de water-polo des Jeux olympiques d'été de 2016 ainsi que les épreuves de natation des Jeux paralympiques d'été de 2016.
Peu après les Jeux olympiques de 2016, le site est abandonné. En 2024, le stade est entièrement démantelé et ses piscines sont données à divers projets autour de Rio de Janeiro.